# Classe ATC J07
La classe ATC J07, dénommée « Vaccins », est un sous-groupe thérapeutique de la classification anatomique, thérapeutique et chimique, développée par l'OMS pour classer les médicaments et autres produits médicaux. Le sous-groupe présenté ici est celui établi par l'OMS, et peut donc différer des versions dérivées utilisées dans certains pays. Il fait partie du groupe anatomique J de la classification, intitulé « Anti-infectieux (usage systémique) ».
Dans la classification ATC vétérinaire, ces produits sont répertoriés au sein du groupe ATCvet QI (produits immunologiques).
J07 Vaccins.

## J07A Vaccins bactériens

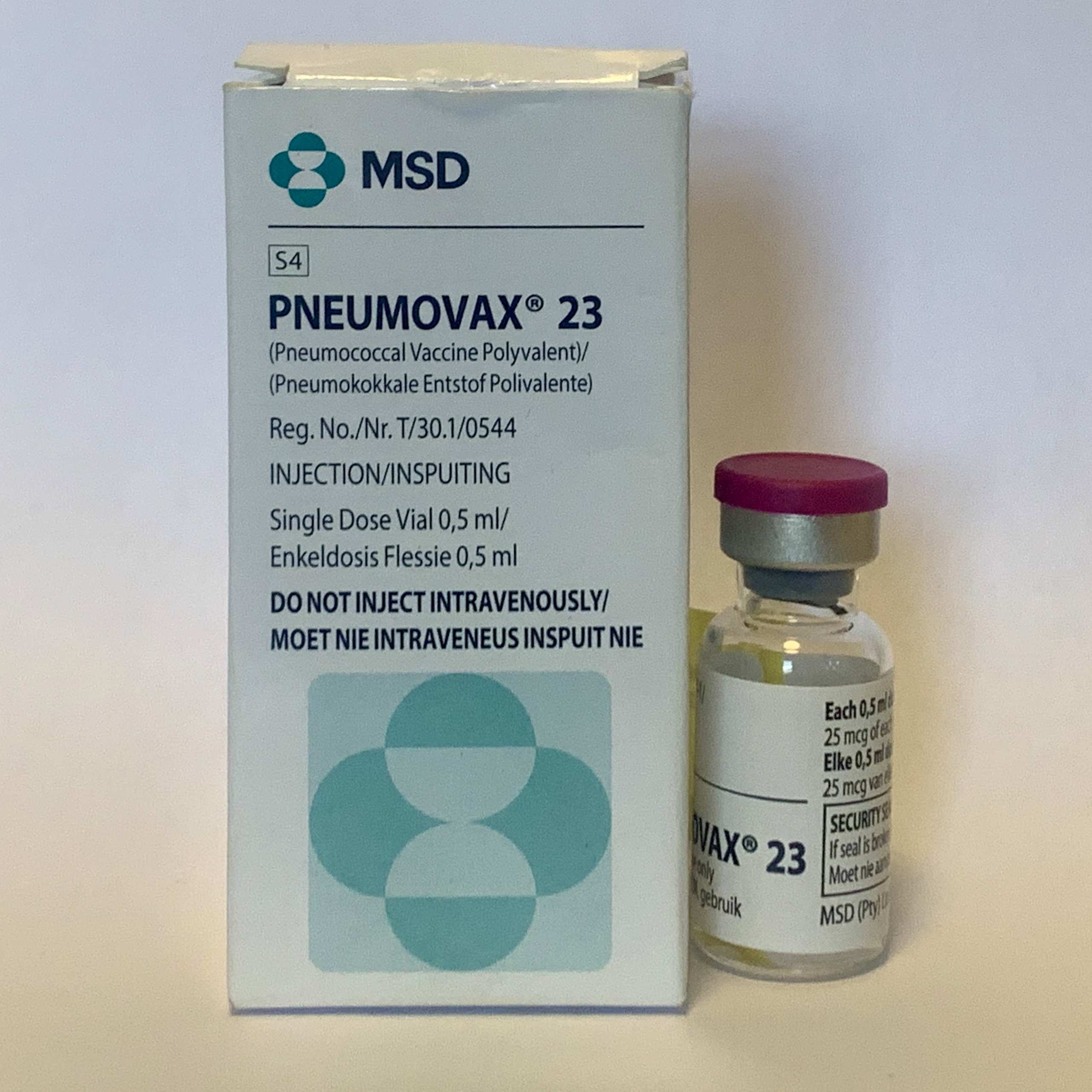
Un vaccin contre le pneumocoque.

### J07AC Vaccins contre le charbon
Article détaillé en anglais à en:Anthrax vaccines (en)
J07AC01 Antigène du charbon (en)

### J07AD Vaccins antibrucelliques
Article détaillé en anglais à en:Brucellosis vaccine (en)
J07AD01 Antigène brucellique

### J07AE Vaccins anticholériques
Article détaillé en anglais à en:Cholera vaccine (en)
J07AE01 Vibrion cholérique inactivé entier
J07AE02 Vibrion cholérique vivant atténué
J07AE51 Vibrion cholérique inactivé associé au vaccin contre la typhoïde

### J07AF Vaccins antidiphtériques
J07AF01 Anatoxine diphtérique

### J07AG Vaccins anti-Hæmophilus influenzæ B
J07AG01 Hæmophilus influenzæ B, antigène purifié conjugué
J07AG51 Hæmophilus influenzæ B en association avec des anatoxines
J07AG52 Hæmophilus influenzæ B en association avec d'autres vaccins
J07AG53 Hæmophilus influenzæ B en association avec le méningocoque type C, conjugué

### J07AH Vaccins antiméningococciques
J07AH01 Méningocoque type A, antigènes polysaccharidiques purifiés
J07AH02 Méningocoques, autres antigènes polysaccharidiques purifiés
J07AH03 Méningocoques A et C, antigènes polysaccharidiques bivalents purifiés
J07AH04 Méningocoques A, C, Y, W-135, antigènes polysaccharidiques tétravalents purifiés
J07AH05 Méningocoques, autres antigènes polysaccharidiques polyvalents
J07AH06 Méningocoque type B, vaccin anti-capsule
J07AH07 Méningocoque type C, antigènes polysaccharidiques purifiés
J07AH08 Méningocoques A, C, Y, W-135, antigènes polysaccharidiques tétravalents purifiés conjugués
J07AH09 Méningocoque type B, vaccin multi-composants
J07AH10 Méningocoque A, antigènes polysaccharidiques purifiés conjugués

### J07AJ Vaccins contre la coqueluche
J07AJ01 Coqueluche, bactérie entière inactivée
J07AJ02 Coqueluche, antigène purifié
J07AJ51 Coqueluche, bactérie entière inactivée en association avec des anatoxines
J07AJ52 Coqueluche, antigène purifié en association avec des anatoxines

### J07AK Vaccins contre la peste
Article détaillé en anglais en:Plague vaccine (en)
J07AK01 Peste, bactérie entière inactivée

### J07AL Vaccins antipneumococciques
J07AL01 Pneumococcus, antigènes polysaccharidiques purifiés (en)
J07AL02 Pneumococcus, antigènes polysaccharidiques purifiés conjugués (en)
J07AL52 Pneumococcus, antigènes polysaccharidiques purifiés et Hæmophilus influenzae, conjugués

### J07AM Vaccins antitétaniques
J07AM01 Anatoxine tétanique
J07AM51 Anatoxine tétanique en association avec anatoxine diphtérique
J07AM52 Anatoxine tétanique en association avec immunoglobuline

### J07AN Vaccins antituberculeux
J07AN01 Tuberculose, bactérie vivante atténuée

### J07AP Vaccins antityphoïdiques
Article détaillé en anglais : en:Typhoid vaccine (en)
J07AP01 Typhoïde, bactérie vivante atténuée orale
J07AP02 Typhoïde, bactérie entière inactivée
J07AP03 Typhoïde, antigène polysaccharidique purifié
J07AP10 Typhoïde, en association avec paratyphi

### J07AR Vaccins contre le typhus (exanthématique)
J07AR01 Typhus exanthématique, bactérie entière inactivée

### J07AX Autres vaccins bactériens
Section vide.

## J07B Vaccins viraux

### J07BA Vaccins contre les encéphalites
J07BA01 Encéphalite transmise par les tiques, virus entier inactivé
J07BA02 Encéphalite japonaise, virus entier inactivé
J07BA03 Encéphalite japonaise, virus vivant atténué

### J07BB Vaccins antigrippaux
J07BB01 Grippe, virus entier inactivé
J07BB02 Grippe, antigène purifié
J07BB03 Grippe, vivant atténué (en)

### J07BC Vaccins contre l'hépatite
J07BC01 Hépatite B, antigène purifié
J07BC02 Hépatite A, virus entier inactivé
J07BC20 Associations de vaccins contre l'hépatite

### J07BD Vaccins contre la rougeole
J07BD01 Rougeole, virus vivant atténué
J07BD51 Rougeole en association avec les oreillons, virus vivants atténués
J07BD52 Rougeole en association avec les oreillons et la rubéole, virus vivants atténués
J07BD53 Rougeole en association avec la rubéole, virus vivants atténués
J07BD54 Rougeole en association avec les oreillons, la varicelle et la rubéole, virus vivants atténués (en)

### J07BE Vaccins contre les oreillons
J07BE01 Oreillons, virus vivant atténué

### J07BF Vaccins contre la poliomyélite
J07BF01 Poliomyélite, virus vivant monovalent atténué oral
J07BF02 Poliomyélite, virus vivant trivalent atténué oral
J07BF03 Poliomyélite, virus entier trivalent inactivé
J07BF04 Poliomyélite, virus vivant bivalent atténué oral

### J07BG Vaccins antirabiques
J07BG01 Rage, virus entier inactivé

### J07BH Vaccins contre les diarrhées à rotavirus
J07BH01 Rotavirus vivant atténué
J07BH02 Rotavirus vivant pentavalent

### J07BJ Vaccins contre la rubéole
J07BJ01 Rubéole, virus vivant atténué
J07BJ51 Rubéole en association avec les oreillons, virus vivants atténués

### J07BK Vaccins contre varicelle-zona
J07BK01 Varicelle, virus vivant atténué
J07BK02 Zona, virus vivant atténué
J07BK03 Zona, antigène purifié

### J07BL Vaccins contre la fièvre jaune
J07BL01 Vaccin contre la fièvre jaune

### J07BM Vaccin contre Papillomavirus
J07BM01 Vaccin Papillomavirus (Humain types 6, 11, 16, 18)
J07BM02 Vaccin Papillomavirus (Humain types 6, 18)
J07BM03 Papillomavirus (Humains types 6, 11, 16, 18, 31, 33, 45, 52, 58)

### J07BX Autres vaccins viraux
J07BX01 Smallpox, vivant atténué
J07BX02 Vaccin contre le virus Ebola
J07BX03 Vaccin contre la Covid-19

## J07C Vaccins bactériens et viraux associés

### J07CA Vaccins bactériens et viraux associés
J07CA01 Diphtérie - poliomyélite - tétanos
J07CA02 Diphtérie - coqueluche - poliomyélite - tétanos
J07CA03 Diphtérie - rubéole - tétanos
J07CA04 Hæmophilus influenzæ B - poliomyélite
J07CA05 Diphtérie - hépatite B - coqueluche - tétanos
J07CA06 Diphtérie - Hæmophilus influenzæ B - coqueluche - poliomyélite - tétanos
J07CA07 Diphtérie - hépatite B - tétanos
J07CA08 Hæmophilus influenzæ - hépatite B
J07CA09 Diphtérie - Hæmophilus influenzæ B - coqueluche - poliomyélite - tétanos - hépatite B
J07CA10 Typhoïde - hépatite A
J07CA11 Diphtérie - Hæmophilus influenzæ B - coqueluche - tétanos - hépatite B
J07CA12 Diphtérie - coqueluche - poliomyélite - tétanos - hépatite B
J07CA13 Diphtérie - Hæmophilus influenzæ B - coqueluche - tétanos - hépatite B - méningocoque A+C

## J07X Autres vaccins
Classe vide.